# Планкенфелс
Планкенфелс (њем. Plankenfels) општина је у њемачкој савезној држави Баварска. Једно је од 33 општинска средишта округа Бајројт. Према процјени из 2010. у општини је живјело 865 становника. Посједује регионалну шифру (AGS) 9472176.

## Географски и демографски подаци
Планкенфелс се налази у савезној држави Баварска у округу Бајројт. Општина се налази на надморској висини од 390 метара. Површина општине износи 14,0 km². У самом мјесту је, према процјени из 2010. године, живјело 865 становника. Просјечна густина становништва износи 62 становника/km².